# قرقف جرجاني
القرقف الجرجاني (باللاتينية: Poecile hyrcanus) هو طائر جاثم ينتمي لفصيلة القرقفيات. وفي بعض الأحيان يُجمع بينه وبين القرقف الحزين. ويتكاثر في الغابات المتساقطة في شمال إيران، ويمتد فقط إلى أذربيجان. ولدى القرقف الجرجاني الذي يبلغ طوله 12.5 قلنسوة وصدر بلون بني غامق، ولون بني واضح في الأجزاء العلوية، والتي يكون لونها وردي-برتقالي في الصغر وتصبح باهتة ورمادية أكثر كلما كبر الريش، كلا الجنسان متشابهان، ولكن الصغار تكون باهتة بعض الشيء.